# ЛогоВАЗ
Автомобильная торговая компания «ЛогоВАЗ» — акционерное общество, занимавшееся свободной продажей реэкспортных автомобилей «ВАЗ», отозванных из зарубежных автосалонов «АвтоВАЗа».
Основано в 1989 году как совместное предприятие советских «АвтоВАЗ», Института проблем управления, «АвтоВАЗ Техобслуживание» и итальянской фирмы Logo System, которая занималась промышленной автоматизацией. Спустя два года Logo System была заменена на швейцарскую фирму Andros.

## История
«ЛогоВАЗ» начинался как ИТ-компания, за эту часть бизнеса отвечал Леонид Богуславский, который позже, когда компания перепрофилировалась на торговлю автомобилями, выкупил её.
По данным, приведённым в книге Пола Хлебникова «Крёстный отец Кремля», основными акционерами компании «ЛогоВАЗ», перепродававшей продукцию «АвтоВАЗа», были генеральный директор «АвтоВАЗа» Владимир Каданников наряду с финансовым директором «АвтоВАЗа» Николаем Глушковым, коммерческим директором «АвтоВАЗа» Александром Зибаревым и помощником Каданникова по финансовым вопросам Саматом Жабоевым.
В 1991 году АО «ЛогоВАЗ» первой получило статус официального импортёра автомобилей «Мерседес-Бенц» в СССР, в 1992 году открыло в Москве первый и единственный на то время в России официальный центр технического обслуживания и салон по продажам автомобилей «Мерседес-Бенц» «ЛогоВАЗ-Беляево». Директором стал Евгений Фролов, заместителем — Станислав Головатый, возглавивший в дальнейшем направление Дэу, став генеральным директором дочернего предприятия ЛогоВАЗа «Принц-Моторс».
С мая 1992 по май 1994 заместителем генерального директора АО «ЛогоВАЗ» был Бадри Патаркацишвили.
С 1995 года директором АО «ЛогоВАЗ» был Юлий Дубов, позднее обвинённый в мошенничестве и скрывшийся в Великобритании.
Были созданы предприятия, занимающиеся продажей и ремонтом автомобилей «Lada» и «Мерседес-Бенц» на территории России: «ЛогоВАЗ-БЕЛЯЕВО», «ЛогоВАЗ-ДОН», «ЛогоВАЗ-НЕВА», «ЛогоВАЗ-СОЧИ» и другие.
В целом, в структуру «ЛогоВАЗа» входило более 100 коммерческих и общественных организаций.
Организация ликвидирована 8 ноября 2006 года, а 17 февраля 2008 года истёк срок действия исключительного права на торговую марку «ЛОГОВАЗ».

## Основные показатели
Оборот компании в 1992 году составлял 250 млн долларов США.

## Дом приёмов «ЛогоВАЗ»

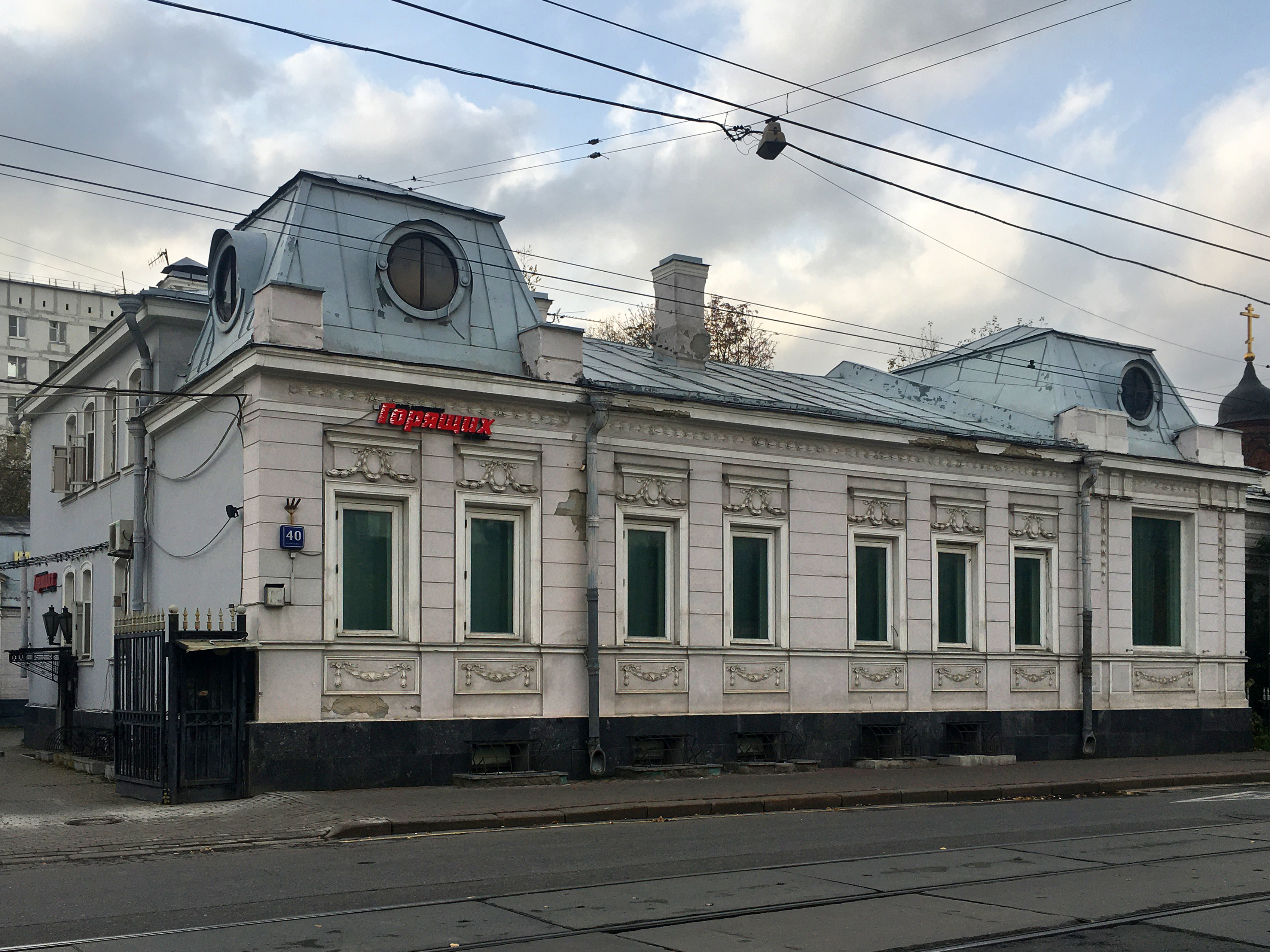
Дом приёмов «ЛогоВАЗ»

Здание по адресу Москва, ул. Новокузнецкая, д. 40, было известно в 1990-е годы как «Дом приёмов ЛогоВАЗ». В нём Борис Березовский проводил встречи с представителями своего окружения и политической элиты. У ворот особняка в 1994 году на него было предпринято покушение.
Двухэтажный особняк состоит из трёх строений общей площадью 2050 м². Его корпуса в разное время строили архитекторы Сергей Шервуд (конец XIX века) и Сергей Воскресенский (начало XX века). До революции особняк принадлежал частным лицам. Во времена СССР в нём располагался «дом политпросвещения» райкома КПСС.